# Man in Black (singolo)
(Johnny Cash, "Man in Black", 1971)
Man in Black è un singolo scritto da Johnny Cash, pubblicato nel 1971 sull'album omonimo.
Si presenta come una canzone di protesta, in cui Johnny Cash, che era noto come "The Man in Black" (in italiano; "l'uomo in nero"), spiega il motivo per cui indossa sempre abiti scuri.

## Il testo
Nell'introduzione alla sua prima esecuzione Johnny Cash rivela che aveva parlato con alcuni membri del pubblico dell'Università Vanderbilt e proprio da questo incontro aveva avuto l'ispirazione per scrivere il brano.
Il testo narra una serie di motivi per i quali il suo abbigliamento è sempre nero, quasi in segno di lutto: lo fa per coloro che vivono nelle periferie povere e pericolose, per coloro che non conoscono gli insegnamenti di Gesù Cristo e per i giovani morti nella Guerra del Vietnam.
(Johnny Cash, dal testo della canzone “Man in Black”)
Al termine del brano, Cash dice che qualora il mondo diventasse un posto privo di mali egli si vestirebbe di bianco ma, fino a quel momento, indosserà solo il nero

## Classifiche
| Chart (1971)                      | Massima posizione in classifica |
| --------------------------------- | ------------------------------- |
| CAN Billboard Hot Country Singles | 2                               |
| CAN Billboard Hot 100             | 38                              |
| USA Billboard Hot Country Singles | 3                               |
| USA Billboard Hot 100             | 58                              |